# Zygodon patrum
Zygodon patrum là một loài rêu trong họ Orthotrichaceae. Loài này được Sehnem mô tả khoa học đầu tiên năm 1978.